# ITunes Radio
iTunes Radio este un serviciu de radio prin internet dezvoltat de Apple Inc.. Anunțat la WWDC pe 10 iunie 2013, serviciul va fi lansat la sfârșitul anului 2013, odată cu lansarea iOS 7 și OS X Mavericks. Va fi valabil pe toate platformele și va fi integrat în aplicația de muzică, pe aparatele iOS portabile și Apple TV (de la a doua generație în sus), precum și în iTunes pe calculatoarele cu Macintosh și Windows.

## Serviciu
iTunes Radio va fi gratuit, suportat de reclame și va fi valabil pentru toți utilizatorii iTunes, incluzând integrare Siri pe iOS. Utilizatorii vor fi capabili să sară peste piese, să costumizeze posturi radio și să cumpere melodiile auzite la radiu din iTunes Store. Utilizatorii pot de asemenea să caute prin istoricul lor de melodii. Apple nu a confirmat deocamdată dacă numărul de săriri peste melodii va fi limitat ca la serviciul Pandora Radio. Abonații iTunes Match vor putea să folosească o versiune fără reclame a serviciului. Serviciul are posturi preîncărcate, incluzând playlisturi cu melodiile în trend pe Twitter. Serviciul generează de asemenea un post radio bazat pe un singur artist cu melodii ale acelui artist și altele similare. Preferințele utilizatorului vor fi memorate pentru a determina ce fel de melodii îi sunt plăcute utilizatorului.
Inițial va fi valabil în Statele Unite, după care va fi valabil și în alte țări. Serviciul va fi valabil numai pentru iTunes, iOS și Apple TV.

## Istoric
Apple a anunțat serviciul de radio prin internet la conferința anuală a dezvoltatorilor Apple (WWDC). Serviciul este așteptat să fie lansat la sfârșitul anului 2013 odată cu iOS 7 și OS X Mavericks (OS X 10.9). Rapoarte privind serviciul de muzică de la Apple au circulat cu câteva săptămâni inainte de anunțul oficial.